# Strawberry Hills, New South Wales
Strawberry Hills este o suburbie în Sydney, Australia.